# Charles Friedek
Charles Michael Friedek (* 26. August 1971 in Gießen) ist ein ehemaliger deutscher Leichtathlet und jetziger Leichtathletiktrainer, der bei den Leichtathletik-Weltmeisterschaften 1999 Weltmeister im Dreisprung wurde.

## Karriere als Aktiver
Große Erfolge Friedeks waren der Gewinn der Silbermedaille bei den Europameisterschaften 2002, und die Titel als Hallenweltmeister 1999, Halleneuropameister 2000, Vizehalleneuropameister 1998, Weltcupsieger 1998 und Grand-Prix-Sieger 1998. Im Jahr 2005 war Charles Friedek nochmals als Europacupsieger erfolgreich. Er gewann zudem siebzehn Titel bei Deutschen Meisterschaften. Friedek war Olympiateilnehmer 1996, 2000 und 2004. 1996 wurde er Vierzehnter, 2000 erreichte er trotz angerissener Bizepssehne das Finale und wurde Zwölfter. 2004 musste Friedek den Wettkampf nach zwei ungültigen Versuchen verletzt abbrechen.
Für die Olympischen Spiele 2008 in Peking wurde Friedek nicht nominiert. Die geforderte Olympianorm – zwei Sprünge über 17 Meter – erfüllte er zwar in zwei Versuchen am 25. Juni 2008 innerhalb eines Wettkampfes in Wesel, hätte sie jedoch nach Auffassung des Deutschen Olympischen Sportbundes in zwei verschiedenen Veranstaltungen erreichen müssen. Das Deutsche Sportschiedsgericht bei der DIS hingegen folgte der Auffassung Friedeks und bestätigte die Erfüllung der Olympianorm. An das Urteil des Sportgerichtes fühlte sich der DOSB jedoch nicht gebunden und verwehrte die Teilnahme. Mit seinem Einspruch gegen diese Entscheidung scheiterte Friedek vor dem Oberlandesgericht Frankfurt am Main. Anschließend klagte Friedek deswegen gegen den Deutschen Olympischen Sportbund vor dem Landgericht Frankfurt am Main auf Schadensersatz, dessen 13. Zivilkammer seiner Klage erstinstanzlich mit Urteil vom 15. Dezember 2011 noch stattgab, das Urteil wurde jedoch durch das Oberlandesgericht Frankfurt am 20. Dezember 2013 aufgehoben. Der Bundesgerichtshof entschied am 13. Oktober 2015 letztinstanzlich zugunsten Friedeks. Zur Höhe des Schadenersatzes verwies der BGH zurück an das Landgericht Frankfurt. Zuvor einigten sich Friedek und der DOSB aber 2016 auf einen Vergleich.

## Trainertätigkeit
Ab Mai 2010 arbeitete Friedek als Trainer bei der Leichtathletikgemeinschaft des ASV Köln und des LT DSHS Köln, bei der er für die Horizontalspringergruppe verantwortlich war. Daneben gehörte er dem Trainerteam des IAAF-Trainingszentrums ATC Cologne an, wo er unter anderem die Asienmeisterin Marestella Sunang und Charisse Bacchus betreute. Im Jahr 2016 wurde Friedek DLV-Bundestrainer für den Dreisprung.

## Ehrungen und Auszeichnungen
- 2007 Rudolf-Harbig-Gedächtnispreis

## Persönliche Bestleistungen
- Dreisprung: 17,59 m, Sevilla, 1999
  - Halle: 17,28 m, Gent, 2000